# 塔蒂特利克 (阿拉斯加州)
塔蒂特利克（英語：Tatitlek）是位於美國阿拉斯加州瓦爾迪茲-科爾多瓦人口普查區的一個人口普查指定地區。根據2010年美國人口普查，該地共人口147人，而該地的面積約為18.90平方千米。

## 地理
塔蒂特利克的座標為60°52′01″N 146°40′38″W / 60.86694°N 146.67722°W，而該地的平均海拔高度為154米（即506英尺）。